# Der Weg ins Freie (1941)
Der Weg ins Freie ist ein deutsches Film-Melodram aus dem Jahr 1941, bei dem Rolf Hansen Regie führte. Zarah Leander spielt in ihrer achten UFA-Produktion das erste Mal unter Hansens Regie. Sie hatte Rolf Hansen als Regieassistent Carl Froelichs kennengelernt und bat die UFA ausdrücklich um Hansen als Regisseur dieses Films.

## Handlung
Der Gutsherr Detlev von Blossin und die Opernsängerin Antonia Corvelli sind seit mehr als einem Jahr ein Ehepaar. Mit seiner Frau hat der Baron vereinbart, dass sie zusammen, sobald ihr derzeitiges Engagement beendet ist, endlich auf sein Gut in Pommern zurückkehren. Baronin von Blossin erwartet Sohn und Schwiegertochter schon sehnsüchtig, ist jedoch skeptisch, ob die berühmte Sängerin sich in der Abgeschiedenheit des Familienbesitzes wohlfühlen wird. Ihrer entfernten Verwandten Luise gegenüber äußert die ältere Dame, da würden verschiedene Welten aufeinanderprallen.
Antonia Corvelli, die ihren Mann bisher immer dazu bringen konnte, ihrem Willen nachzugeben, hat ihren Vertrag jedoch ohne sein Wissen erneut verlängert. Als der Baron davon erfährt, verlässt er wortlos und verärgert das Theater. Anderentags lässt von Blossin seine Frau wissen, dass er nach nunmehr über einem Jahr zurück auf sein Gut müsse. Sie habe ihm versprochen mit ihm zu kommen und nun habe sie ihr Versprechen wiederum gebrochen. Diesmal gelingt es Antonia nicht, ihren Mann umzustimmen. Auf dem Familiengut wird der Baron freudig von seiner Mutter begrüßt, jedoch ist ihr die Enttäuschung und Besorgnis, dass er ohne seine Frau gekommen ist, anzusehen. Sie habe noch in Wien zu tun und werde nachkommen, erzählt Detlev der Baronin.
In Wien geht die Bevölkerung unterdessen auf die Straßen und zeigt ihren Unmut gegenüber den korrupten Wirtschaftsmethoden des Fürsten von Metternich. Der zwielichtige Graf Stefan Oginski, der als Metternichs Finanzberater mit verantwortlich ist, nimmt bestürzt zur Kenntnis, dass Metternich geflohen ist und die Unruhestifter in seinem Haus alles kurz und klein schlagen. Antonia, die früher einmal mit dem Glücksritter zusammen war, fühlt sich verpflichtet, dem ehemaligen Freund in einer solchen Situation beizustehen und gewährt ihm Zuflucht in ihrem Haus in Wien.
Die Unruhen sind auch in der pommerschen Abgeschiedenheit des Blossin'schen Gutes nicht unbemerkt geblieben und einige Männer wollen das zum Anlass nehmen, die Arbeiter Blossins aufzuwiegeln. Der Baron klärt die Lage jedoch auf seine ihm eigene unprätentiöse Art. Luise, die das Anwesen während Blossins Abwesenheit zusammen mit seiner Mutter geführt hatte, steht auch weiterhin an seiner Seite. Dass sie mehr für von Blossin empfindet als nur Freundschaft, muss auch Achim, der Sohn des Landrates, erkennen, der sich Hoffnungen auf die charmante junge Frau gemacht hatte.
Durch ihre Hilfe, die sie Oginski gewährt, kommt Antonia in Wien selbst in Schwierigkeiten. Der Graf schreckt noch nicht einmal davor zurück, sie als seine Komplizin zu bezeichnen und um Geld zu erpressen. Außerdem will er, dass sie zusammen mit ihm flieht. Die Vertraute der Sängerin, die ihr treu ergebene Barbaccia, rät Antonia, ihren Tod vorzutäuschen, als diese verzweifelt meint, Oginski werde sich immer an sie hängen, er werde sie nicht lassen und überall finden. So geschieht es.
Gerade als Luise sich entschlossen hat, das Gut zu verlassen, ändern sich die Lebensumstände des Barons dramatisch. Nachdem von Blossin schon seit mehreren Wochen keine Nachricht mehr von Antonia erhalten hat, meint er zu seiner Mutter, dass seine Frau von selbst kommen müsse, wenn zwischen ihnen alles wieder gut werden soll. Kurz darauf wird der Baron vom Landrat vom Selbstmord Antonias unterrichtet, die sich im Donaukanal ertränkt haben soll. Zu seiner Mutter meint er, er habe Dinge über Antonia erfahren, die er ihr erzählen wolle, über die aber dann nie mehr gesprochen werden solle. Antonia, die nach ihrem fingierten Selbstmord mit Barbaccia in die Schweiz gereist ist und dort bereits seit geraumer Zeit lebt, wird von dem Schweizer Müetli umworben, der ihr von seiner Frau erzählt und dass ein Mann einer Frau, die er liebe, alles verzeihen könne. Daraufhin fasst die Operndiva neuen Mut und verschiebt die geplante Weiterreise nach Italien erst einmal, um ihren Mann auf seinem Gut aufzusuchen. Vielleicht werde ja doch noch alles gut, meint sie zu Barbaccia. Auf dem Gut wird sie von Luise empfangen, die ihr davon erzählt, wie sehr der Baron in der Vergangenheit gelitten habe, weil er von der Polizei erfahren musste, dass seine Frau in Verbindung zu einem anderen Mann gestanden habe, gerade erst habe er sich wieder gefasst, sie solle ihm deswegen doch bitte eine Begegnung mit seiner Vergangenheit ersparen. Antonia hat sich nicht zu erkennen gegeben, sondern als eine alte Freundin aus Wien vorgestellt. Von einer Angestellten erfährt sie während ihres Wartens, dass man auf dem Gut allgemein hoffe, dass das Fräulein Luise einmal mehr als nur eine entfernte Verwandte werde, wenn das Trauerjahr zu Ende sei. So entschließt die Sängerin sich schweren Herzens dazu, das Gut ohne weitere Kontaktaufnahme wieder zu verlassen. Als der Wagen davonfährt, weint sie bitterlich an Barbaccias Schulter.
Sechs Jahre sind inzwischen vergangen und Antonia singt an einer kleinen Bühne in Italien unter dem Namen Giulietta. Man probt gerade für „Rigoletto“, als die Nachricht kommt, dass die Rolle des Herzogs von Mantua am Abend von dem berühmten Tamaso Rezzi gesungen werde. Antonia erschrickt, denn natürlich kennt sie den Sänger. Barbaccia versichert ihr jedoch, dass sie sie so zurechtmachen werde, dass er sie nicht wiedererkenne. „O wie so trügerisch sind Frauenherzen“ tönt es am Abend unter riesigem Beifall von der Bühne. Dann kommt Antonias Duett mit Rezzi. Ihre Angst, künftig wieder auf Kollegen von der Oper zu treffen ist so groß, dass sie beschließt, wieder einmal zu fliehen. Wie es der Zufall will, erfährt Oginski durch Rezzi, dass er in Bergamo mit einer Frau auf der Bühne gestanden habe, deren Aussehen und Stimme der großen Corvelli verblüffend geähnelt habe, er habe das Gefühl gehabt, wieder mit ihr auf der Bühne zu stehen. Antonia tritt inzwischen in einer Taverne auf, da sie die Opernbühne fürchtet. Oginski findet sie dort. Er erzählt der Sängerin, dass ihr Mann wieder verheiratet sei und sogar ein Kind habe. Schnell wird klar, dass er eine Erpressung plant, und sich den Umstand der Bigamie zunutze machen will. Antonia kann ihn nicht umstimmen. Als man ihr anderentags erzählt, dass der Graf abgereist sei, ahnt sie, dass er unterwegs zu Blossin ist, um ihn zu erpressen. Sie beschließt, ebenfalls nach Mecklenburg zu reisen. Oginski ist jedoch bereits beim Baron und erzählt ihm, dass Antonia noch lebe. Er versucht, von Blossin zu erpressen und tut sogar so, als handle er im Auftrag der Sängerin. Von Blossin verweist ihn des Gutes. Inzwischen ist auch Antonia auf dem Gut eingetroffen. Sie trifft dort den kleinen Sohn der Blossins und kurz darauf Luise. Antonia erzählt Luise alles und gibt ihr das Versprechen, dass Oginski ihr Glück nicht zerstören werde, dafür werde sie sorgen, morgen werde alles anders sein. Dann fährt sie davon. In der kleinen Pension, in der sie abgestiegen ist, zerreißt sie die ihr so kostbaren Liebesbriefe des Barons. Von Luise erfährt von Blossin von dem Besuch Antonias und ihren Worten und ahnt Schlimmes. So schnell er kann, eilt er zur Pension. Der anwesende Arzt lässt ihn zu der Sterbenden ins Zimmer. Sie hat Gift eingenommen und nimmt dem Baron das Versprechen ab, dass kein Mensch wissen dürfe, wer sie wirklich sei, denn dann sei alles umsonst gewesen. Es fällt von Blossin unendlich schwer, Antonia zu verleugnen, aber er erfüllt ihr diesen letzten Herzenswunsch. Als er das Zimmer verlässt, fällt Antonias Arm kraftlos hinunter. Sie ist tot.

## Hintergrund
Da Zarah Leanders letzte Filme alle kein großer Erfolg waren, bestand sie bei diesem Film darauf, dass Rolf Hansen die Regie übernehmen solle. Sie kannte Hansen aus ihrer Arbeit mit dem Regisseur Carl Froelich, mit dem sie schon drei Filme gedreht hatte. Hansen arbeitete als Regieassistent bei Froelich. Sie versprach sich von Hansen neue Impulse und er galt auch als weniger konventionell. Sie setzte ihren Willen durch, obwohl Hansen bei Goebbels seit 1938 einen schlechten Stand hatte. Dieser hatte nämlich mit Das Leben kann so schön sein gegen die herrschende Ideologie verstoßen. Dass man Zarah diesen Wunsch nicht verweigerte, lag an ihrer enormen Zugkraft als Kassenstar im In- und Ausland. Der Weg ins Freie wurde ein großer Publikumserfolg, so dass die UFA ihre Bedenken gegen Hansen hintanstellen musste. Beim nächsten Film Zarahs (Die große Liebe) führte Hansen erneut Regie.
Hans Stüwe war in vier Filmen Zarah Leanders Partner, das letzte Mal 1953 in Ave Maria (1953).
Lieder im Film:
- Ich will nicht vergessen … (Romanze) – Text: Harald Braun, Musik: Theo Mackeben
- Vielleicht … (Chanson) – Text: Hans Fritz Beckmann, Musik: Theo Mackeben
- Ich sag’ nicht ja, ich sag' nicht nein, außerdem
- Der Stern hat uns gefunden aus Gioachino Rossinis Oper Semiramis nachempfunden sowie
- Leuchtend ist der Tag gegangen und O wie so trügerisch aus Giuseppe Verdis Oper Rigoletto, 3. Akt.

Dieser Film ist nicht mit Arthur Schnitzlers Romanerstling Der Weg ins Freie identisch. Schnitzlers Werk wurde 1983 unter der Regie von Karin Brandauer mit Klaus Maria Brandauer in der Hauptrolle verfilmt.
Historischer Hintergrund: Klemens Wenzel Lothar von Metternich (seit 1813 Fürst * 1773 – † 1859) war ein Staatsmann im Kaisertum Österreich und stieg seit 1813 zu einem der führenden Staatsmänner in Europa auf, führende Rolle im Wiener Kongress. Als führender Politiker der Restaurationszeit stand er für das monarchische Prinzip und bekämpfte die nationalen und liberalen Bewegungen.

## Produktion
Der Film wurde am 7. Mai 1941 im Gloria-Palast in Berlin uraufgeführt. In den Niederlanden und Finnland kam das Filmdrama ebenfalls im Jahr 1941 ins Kino. In Frankreich und Schweden startete der Film im Jahr 1942. Die (bundes)deutsche TV-Premiere war am 26. Mai 1988. In Italien lief der Film unter dem Titel Per la sua felicitá und in Schweden unter dem Titel Två världar.
Verantwortliche Produktionsfirma war Tonfilm-Studio Carl Froelich & Co. (Berlin) im Auftrag von Universum-Film AG (UFA) Berlin. Die Produktionsleitung hatte Friedrich Pflughaupt, die Aufnahmeleitung Kurt-Fritz Quassowski, Kurt Moos und Paul Kalinowsky. Die Bauten stammten von Walter Haag, der Ton von Werner Pohl und die Kostüme von Max von Formacher. Als Regieassistenten fungierten Milo Harbich und Ernst Mölter.
Die Dreharbeiten fanden vom 15. September 1940 bis Februar 1941 in Mecklenburg-Strelitz, auf Gut Dannenwalde in der Umgebung von Neustrelitz, in Innsbruck und bei Hall in Tirol statt. Der Erstverleih erfolgte über die UFA-Filmverleih GmbH (Berlin). Der Film wurde 1941 mit Jugendverbot belegt (Zensur: 25. April 1941, B.55399).
Bei der weitgehend unbekannten Schauspielerin Eva Immermann, die die tragende Nebenrolle der Luise übertragen bekam, handelt es sich um die Schwiegertochter  von Paul Wegener.
Die Produktionskosten lagen bei etwa 1.758.000 RM, das Einspielergebnis bis Januar 1942 bereits bei rund 3,5 Mio. RM.
Trotz seines Unterhaltungscharakters besaß der Film auch eindeutig propagandistische Züge: Der Schurke im Film ist ein Pole (Oginski), der „unrechtmäßige Geschäfte mit jüdischen ‚Volksschädlingen‘, von Viktor Janson und Walter Süßenguth dargestellt“, macht.
Der Film erschien 2009 auf DVD:
- Der Weg ins Freie, Anbieter: Black Hill Pictures, erstmals erschienen am 8. Mai 2009
- Zarah Leander Edition 2 (4 DVDs) Die große Liebe, Der Blaufuchs, Der Weg ins Freie, Ich bin die Leander, Das muss reichen, Anbieter: Black Hill Pictures, erstmals erschienen am 8. Mai 2009

## Kritik
„Mitte des 19. Jahrhunderts: Eine berühmte Opernsängerin täuscht, in einen Skandal verwickelt, Selbstmord vor. Ihr Mann heiratet wieder. Um seines Familienglücks willen hält sie es später für richtig, sich tatsächlich das Leben zu nehmen. Ein zeittypisches Melodram für Zarah Leander in einer soliden Inszenierung.“

Dr. Erich Ronneburger verfasste am 9. Mai 1941 im Steglitzer Anzeiger, Berlin, folgende Kritik:

„‚Der Weg ins Freie‘ ist in Handlung und Darstellung ein Film interessanten Formats...
Getragen wird der Film von der Gestaltungskunst Zarah Leanders. Sie gibt all die seelischen Zwiespältigkeiten, die ihr aus der Liebe zur Kunst und dem recht mächtigen Gatten erwachsen, so überzeugend glaubhaft und ehrlich, dass die Zuschauer vom Ende der Heldin tief erschüttert sind. Neben Zarah Leander hat der Spielleiter Rolf Hansen andere große Darsteller erwählt, die nicht minder Bedeutendes leisten. Siegfried Breuer verkörpert den vornehmen Lumpen Graf Oginski so typisch echt, dass der in all seinen Auswirkungen nicht recht überlegte Verzweiflungsschritt Antonias  psychologisch halbwegs verständlich erscheinen kann...“

In der Hünfelder Volkszeitung vom 22. Februar 1952 war zu lesen, dass es nicht „allzu viele Filme deutscher Herkunft [gebe], die einen so unmittelbaren, starken Eindruck bei ihrem Publikum hinterlassen“ würden, „wie der zu den besten Leistungen der alten deutschen Produktionen zählende Zarah Leander-Film, der erheblich dazu [beigetragen habe], den Namen der Schwedin volkstümlich werden zu lassen.“ Zwar sei die Geschichte der Frau, „die sich vor die Entscheidung gestellt [sehe], zwischen ihren familiären Verpflichtungen und ihrer beruflichen Karriere als Sängerin [wählen zu müssen], an sich nicht neu und bild[e] oft genug den Inhalt mehr oder minder dramatischer Roman- und Filmstoffe.“
Weiter heißt es in der Kritik:

„Doch dieses Mal liegt das Hauptgewicht nicht allzu sehr auf der im übrigen ansprechend aufgebauten Handlung. Es sind vielmehr die Träger der Hauptrollen die Zarah Leander als gefeierte Sängerin Antonia Corvelli, Hans Stüwe in seiner Darstellung des dem Wesen seiner Gattin so grundverschiedenen adeligen Gutsbesitzers und die dämonisch-weltmännische Erscheinung des Oginski, denen der Film auch heute wiederum seine Anziehungskraft zu verdanken hat... Gut getroffen die Atmosphäre einer vergangenen Epoche aus der heraus alles verstanden und beurteilt sein will...“